# Du Skulle Have Været Der Igår!
Du Skulle Have Været Der Igår! er debutalbummet fra den danske trio Pligten Kalder. Numrene "Hvorfor Er Jeg Ikke Død" og "Blot Fordi" var tidligere udgivet på deres selvbetitlede EP i 2007.
Albummet modtog fire ud af seks stjerner i musikmagasinet GAFFA.

## Spor
1. "Tavse Gæster"
2. "Den Polske Kavalergang"
3. "Tre Ældre Kvinder På En Tom Bøssebar I November"
4. "Hvorfor Er Jeg Ikke Død"
5. "Abbas Triste Koner"
6. "Snyder I Kabale"
7. "Faretruende Fryd"
8. "Tiden Kalder"
9. "Blot Fordi"
10. "Nu Bliver Det Nat"
11. "Boffeladen"
12. Bonustrack: "Tre Ældre Kvinder På En Tom Bøssebar I November" (kinesisk vokal)